# Rafael Carlos Santacruz Aragonés
Rafael Carlos Santacruz Aragonés (Córdoba, España, 27 de enero de 1983) es un futbolista español. Juega de defensa y su equipo actual es el Club Deportivo Pozoblanco de la Tercera División de España.

## Trayectoria
El zaguero andaluz, de 1,77 metros y 74 kilos, comenzó a destacar en el filial del Valladolid lo que le llevó a incorporarse al filial del Valencia, en la campaña 2004/05, donde llegó incluso a debutar con el primer equipo jugando de titular en un choque ante el Málaga.
Santacruz pasó, posteriormente, por las categorías inferiores del Real Madrid para jugar en el campaña 2007/08 en el Ceuta y tras pasar por el Linares jugar la pasada temporada en el Conquense.
En julio de 2010 el Albacete Balompié llegó a un acuerdo con el jugador para que se incorporase a la disciplina del Albacete hasta junio de 2012, procedente del Conquense.

## Clubes
| Club                             | País   | Año       |
| -------------------------------- | ------ | --------- |
| Real Valladolid B                | España | 2004-2005 |
| Valencia Club de Fútbol Mestalla | España | 2005-2006 |
| Real Madrid Castilla             | España | 2006-2007 |
| AD Ceuta                         | España | 2007-2008 |
| CD Linares                       | España | 2008-2009 |
| UB Conquense                     | España | 2009-2010 |
| Albacete Balompié                | España | 2010      |
| Centre d'Esports L'Hospitalet    | España | 2011      |
| Club Deportivo Puertollano       | España | 2011-2012 |
| Club Deportivo Pozoblanco        | España | 2012-     |